# Cupaniopsis grisea
Cupaniopsis grisea är en kinesträdsväxtart som beskrevs av F. Adema. Cupaniopsis grisea ingår i släktet Cupaniopsis och familjen kinesträdsväxter. Inga underarter finns listade i Catalogue of Life.